# Meriwether
Meriwether  è un nome proprio di persona inglese maschile.

## Varianti
- Maschili: Merriwether

## Origine e diffusione

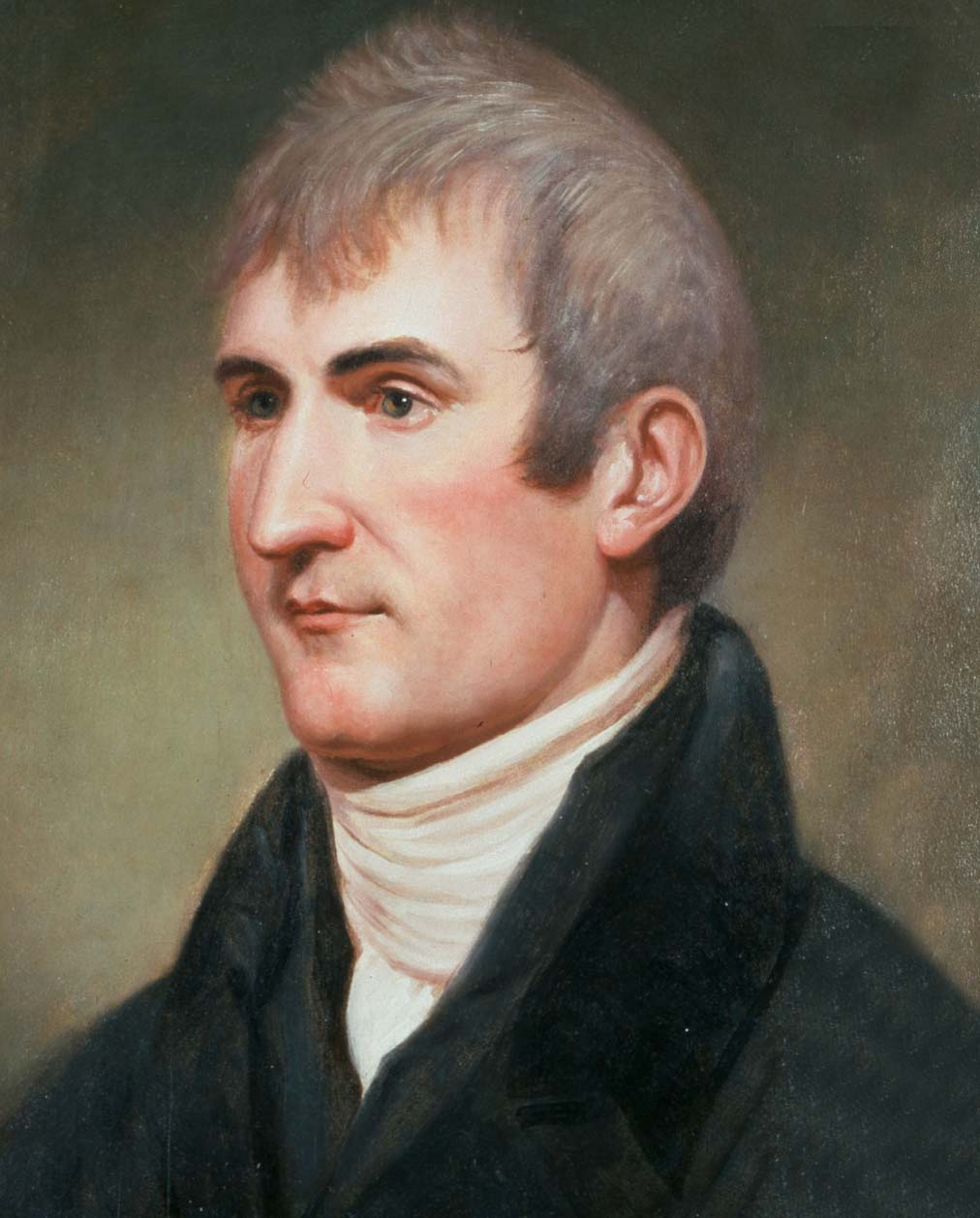
Meriwether Lewis

Nome di rara diffusione, riprende il cognome inglese Meriwether che, in medio inglese, significa "tempo sereno", "tempo felice", e denotava in origine una persona allegra. È noto per essere stato portato da Meriwether Lewis, che assieme a William Clark esplorò la costa occidentale del Nord America.

## Onomastico
Il nome è adespota, cioè non è portato da alcun santo. L'onomastico quindi si festeggia il giorno di Ognissanti, che è il 1º novembre.

## Persone
- Meriwether Lewis, esploratore statunitense